# Regioni del Senegal

Regioni del Senegal

Le regioni del Senegal sono la suddivisione territoriale di primo livello del Paese e sono pari a 14. Ciascuna di esse si articola ulteriormente in dipartimenti.
Nel 2008 sono state istituite tre nuove regioni: la regione di Kaffrine, scorporata da quella di Kaolack; la regione di Kédougou, da quella di Tambacounda; la regione di Sédhiou, da quella di Kolda.
Le regioni sono governate da un Consiglio regionale, eletto mediante collegi rappresentanti gli arrondissement che compongono i singoli dipartimenti.

## Lista
| Localizzazione | Regione                | Capoluogo   | Popolazione (2013) | Superficie (km2) |
| -------------- | ---------------------- | ----------- | ------------------ | ---------------- |
|                | Regione di Dakar       | Dakar       | 3 137 196          | 550              |
|                | Regione di Diourbel    | Diourbel    | 1 497 455          | 4 359            |
|                | Regione di Fatick      | Fatick      | 714 392            | 7 935            |
|                | Regione di Kaffrine    | Kaffrine    | 566 992            | 11 853           |
|                | Regione di Kaolack     | Kaolack     | 960 875            | 4 157            |
|                | Regione di Kédougou    | Kédougou    | 151 357            | 16 896           |
|                | Regione di Kolda       | Kolda       | 662 455            | 13 718           |
|                | Regione di Louga       | Louga       | 874 193            | 29 188           |
|                | Regione di Matam       | Matam       | 562 539            | 25 083           |
|                | Regione di Saint-Louis | Saint-Louis | 908 942            | 19 044           |
|                | Regione di Sédhiou     | Sédhiou     | 452 994            | 7 293            |
|                | Regione di Tambacounda | Tambacounda | 681 310            | 42 706           |
|                | Regione di Thiès       | Thiès       | 1 788 864          | 6 601            |
|                | Regione di Ziguinchor  | Ziguinchor  | 549 151            | 7 339            |